# Neath Port Talbot
Neath Port Talbot (kymriska: Castell-nedd Port Talbot) är en kommun (principal area) med county borough-status i Glamorgan i södra Wales. Den gränsar mot Bridgend, Rhondda Cynon Taff, Powys, Carmarthenshire och Swansea. Namnet kommer från de två viktigaste städerna, Neath och Port Talbot. Den sistnämnda, Port Talbot, är dessutom huvudort.
Kommunen upprättades 1 april 1996 genom sammanslagning av distrikten Neath och Port Talbot. Delar av Lliw Valley blev också inlemmat i Neath Port Talbot. Kommunen fick först namnet Neath and Port Talbot men namnet ändrades dagen efter bildandet till det nuvarande.
Port Talbot, som är en gammal hamnstad sammanslogs redan i början av 1900-talet med Aberavon och Margam.

## Större orter
| Ort         | Invånare |
| ----------- | -------- |
| Neath       | 50 500   |
| Port Talbot | 37 500   |
| Pontardawe  | 12 500   |

## Administrativ indelning
Neath Port Talbot är indelat i 33 communities:

- Aberavon
- Baglan
- Baglan Bay
- Baglan Moors
- Blaengwrach
- Blaenhonddan
- Briton Ferry
- Bryn
- Cilybebyll
- Clymer and Glyncorrwg
- Clyne and Melincourt
- Coedffranc
- Crynant
- Cwmafan
- Cwmllynfell
- Dyffryn Clydach
- Glyn-neath
- Gwaun-Cae-Gurwen
- Gwynfi and Croeserw
- Margam
- Margam Moors
- Neath
- Onllwyn
- Pelenna
- Pontardawe
- Port Talbot
- Resolven
- Sandfields East
- Sandfields West
- Seven Sister
- Taibach
- Tonna
- Ystalyfera